# USS Stoddert (DD-302)
USS Stoddert (DD-302/AG-18) là một tàu khu trục lớp Clemson được Hải quân Hoa Kỳ chế tạo vào cuối Chiến tranh Thế giới thứ nhất. Nó là chiếc tàu chiến duy nhất của Hải quân Hoa Kỳ được đặt theo tên Benjamin Stoddert (1744-1813), Bộ trưởng Hải quân đầu tiên của Hoa Kỳ. Do quy định hạn chế vũ trang của Hiệp ước Hải quân London năm 1930, Stoddert được xếp lại lớp như một tàu phụ trợ AG-18 trước khi ngừng hoạt động năm 1933 và bị tháo dỡ năm 1935.

## Thiết kế và chế tạo
Stoddert được đặt lườn vào ngày 4 tháng 7 năm 1918 tại xưởng tàu Union Iron Works của hãng Bethlehem Shipbuilding Corporation ở San Francisco, California. Nó được hạ thủy vào ngày 8 tháng 1 năm 1919, được đỡ đầu bởi bà Gavin McNab; và được đưa ra hoạt động vào ngày 30 tháng 6 năm 1920 dưới quyền chỉ huy của Hạm trưởng, Thiếu tá Hải quân Norman Scott.

## Lịch sử hoạt động
Stoddert gia nhập Đội khu trục 33 trực thuộc Hải đội Khu trục Dự bị, Hạm đội Thái Bình Dương, và hoàn tất việc trang bị tại Xưởng hải quân Mare Island. Từ ngày 14 tháng 8 năm 1920 đến ngày 7 tháng 1 năm 1921, nó hoạt động dọc theo bờ biển California, tham gia các cuộc thực tập chiến thuật cùng Hải đội Thiết giáp 5 và tàu tuần dương hạng nhẹ Birmingham (CL-2). Nó cũng tham gia thực hành phòng không, kéo mục tiêu và thực tập tác xạ cùng đội của nó ngoài khơi đảo Coronado. Vào ngày 7 tháng 1 năm 1921, nó rời San Diego, California cùng Hạm đội Thái Bình Dương để tham gia cùng Hạm đội Thái Bình Dương tại vùng kênh đào Panama cho đợt cơ động hạm đội mùa Đông xa hơn về phía Nam. Từ ngày 22 tháng 1 đến ngày 15 tháng 2, các hạm đội phối hợp đã thực hành tác xạ, chiến thuật và chiến lược trong một chuyến đi đến Valparaíso, Chile và quay trở lại Panama. Sau các cuộc thi đua giữa các hạm đội tại Balboa, chiếc tàu khu trục hướng lên phía Bắc, về đến San Diego vào ngày 5 tháng 3, nơi nó tiếp nối các hoạt động thường lệ cùng Đội khu trục 33.
Trong tháng 7, Stoddert đi xa hơn lên phía Bắc, đến Washington, nơi nó thực hành cùng tàu chị em Kennedy (DD-306). Sau các cuộc cơ động ngoài khơi bờ biển Oregon và California, nó đi vào Xưởng hải quân Puget Sound vào ngày 15 tháng 12; hoàn tất việc đại tu vào ngày 7 tháng 2 năm 1922, rồi gia nhập Đội khu trục 32 ba ngày sau đó để tiếp nối các hoạt động dọc theo vùng bờ Tây. Đi về phía Nam cùng Hạm đội Chiến trận vào ngày 8 tháng 2 năm 1923, nó tham gia các cuộc cơ động trên đường đi, và đi đến vùng kênh đào Panama tham gia cuộc tập trận hạm đội nhằm thử nghiệm khả năng phòng thủ con đường chiến lược này. Trong khi ở lại vùng kênh đào trong tháng 3, hạm đội đã tiến hành các cuộc cơ động phối hợp chiến thuật và chiến lược, thực hành ngư lôi thử nghiệm, tiến hành những cuộc tác xạ thử nghiệm mà cuối cùng đã đánh chìm chiếc Hải Phòng Hạm số 4, nguyên là chiếc thiết giáp hạm tiền-dreadnought Iowa. Sau khi kết thúc cuộc tập trận vào ngày 30 tháng 3, chiếc tàu khu trục quay trở về Xưởng hải quân Bremerton vào ngày 22 tháng 4.
Chiếc tàu khu trục tuần tra dọc bờ biển Washington cho đến cuối tháng 8, ghé thăm Astoria, Tacoma, Seattle, Bellingham, Port Angeles và Port Townsend. Vào tháng 7, nó hộ tống chiếc Henderson (AP-1), có Tổng thống Warren G. Harding trên tàu. Sang tháng 9, nó đi về phía Nam đến cảng San Diego, nơi các tàu khu trục trong đội của nó hình thành một vòng tròn và rải hoa xuống biển để tưởng niệm những người thiệt mạng trong Thảm họa Honda Point. Từ ngày 22 tháng 10 năm 1923 đến ngày 2 tháng 1 năm 1924, Stoddert tham gia cuộc cơ động hạm đội và thực tập ngư lôi tại San Diego, rồi lên đường đi về phía Nam vào ngày 16 tháng 1. Băng qua kênh đào Panama cùng với Hạm đội Chiến trận từ ngày 18 đến ngày 25 tháng 1, nó tham gia cùng Hạm đội Tuần Tiễu trong các cuộc cơ động nhằm trắc nghiệm khả năng phòng thủ và các cơ sở căn cứ của vùng kênh đào. Trong mùa Đông, hạm đội phối hợp đặt căn cứ tại Culebra, và vào ngày 22 tháng 4 năm 1924, chiếc tàu khu trục quay trở về San Diego cùng Hạm đội Chiến trận.
Di chuyển cùng với Hải đội Khu trục thuộc Hạm đội Chiến trận, Stoddert hoạt động dọc theo vùng bờ Tây, chủ yếu ngoài khơi San Diego, San Pedro, Port Angeles, Tacoma, Seattle và San Francisco, cho đến ngày 27 tháng 4 năm 1925, khi nó đi đến khu vực Hawaii để tập trận cùng Hạm đội Hoa Kỳ. Trên đường đi, hạm đội đã tham gia cuộc tập trận phối hợp Hải-Lục quân mô phỏng một cuộc xâm chiếm quần đảo Hawaii bởi một lực lượng lớn của nước ngoài, nhằm trắc nghiệm đến mức cao nhất khả năng phòng thủ của quần đảo Hawaii. Vào ngày 1 tháng 7 năm 1925, chiếc tàu khu trục khởi hành từ Trân Châu Cảng cùng với Hạm đội Chiến trận cho một chuyến viếng thăm thiện chí ngang qua Samoa đến Australia và New Zealand. Các con tàu đã ghé thăm Melbourne, Dunedin, và Lyttelton; các sĩ quan và thủy thủ được tiếp đón nồng nhiệt tại các cảng, củng cố mối quan hệ vốn thân thiện giữa Hoa Kỳ với Australia và New Zealand. Chiếc tàu khu trục quay trở về căn cứ của nó ở San Diego vào ngày 26 tháng 9.
Stoddert tiếp nối các hoạt động cùng với Hạm đội Chiến trận dọc theo vùng bờ Tây, dành thời gian để tham gia Ngày Hải Quân tại San Diego từ ngày 21 đến ngày 27 tháng 10 năm 1925 và lễ hội Founders Day tổ chức tại Astoria, Oregon từ ngày 20 đến ngày 23 tháng 7 năm 1926. Sau một đợt đại tu tại Xưởng hải quân Bremerton, nó di chuyển về phía Nam, đi ngang qua San Diego, và đi đến Balboa vào ngày 22 tháng 3 năm 1927, nơi nó cùng tàu khu trục chị em Paul Hamilton (DD-307) gia nhập Hạm đội Chiến trận. Sau khi cơ động cùng hạm đội tại vịnh Guantánamo, Gonaïves và New York, nó di chuyển một mình đến Xưởng hải quân Boston để sửa chữa trên đường đi Hampton Roads; nơi nó tham gia một cuộc Duyệt binh Tổng thống và gia nhập trở lại hạm đội. Băng qua kênh đào từ ngày 11 đến ngày 17 tháng 6, chiếc tàu khu trục quay trở về San Diego vào ngày 25 tháng 6 để thực tập cùng với Hải đội Khu trục 11. Trong thời gian còn lại của năm 1927 và cho đến cuối tháng 4 năm 1928, nó hoạt động dọc theo vùng bờ Tây, chủ yếu tại San Diego, San Pedro, Tacoma, Port Townsend, Bremerton và Port Angeles.
Một nhiệm vụ đặc biệt đã được trao cho chiếc tàu khu trục tại Honolulu để trợ giúp khẩn cấp cho Cuộc đua Hàng không Dole, một cuộc đua máy bay không ngừng nghỉ giữa San Francisco và Honolulu, bắt đầu từ ngày 16 tháng 8 năm 1927. Khi nhận được báo cáo về những chiếc máy bay bị mất tích, một cuộc tìm kiếm rộng khắp được bắt đầu dưới sự chỉ đạo của Tổng tư lệnh Hạm đội Chiến trận; Tư lệnh Quân khu Hải quân 12 và Tư lệnh Quân khu Hải quân 14. Có tổng cộng 54 tàu chiến của Hạm đội Chiến trận đã tham gia cuộc tìm kiếm kéo dài từ ngày 17 tháng 8 đến ngày 5 tháng 9, bao trùm một khu vực rộng khoảng 350.000 dặm vuông Anh (910.000 km2). Vào ngày 28 tháng 4 năm 1928, Stoddert đi đến Honolulu ngang qua San Francisco để tham gia cuộc thực tập của Hạm đội Chiến trận tại Lahaina, Trân Châu Cảng và Hilo cùng với các đội tàu ngầm 9 and 14. Quay trở về San Diego vào ngày 23 tháng 6 năm 1928, nó tiếp tục hoạt động thường lệ giữa các cảng dọc theo bờ biển Thái Bình Dương, bị ngắt quãng trong các ngày 18 và 19 tháng 11 năm 1928 để hoạt động như một tàu hộ tống danh dự cho Tổng thống vừa được bầu Herbert Hoover bên trên thiết giáp hạm Maryland (BB-46) đi từ San Diego đến Los Angeles.
Theo những điều khoản của Hiệp ước Hải quân London quy định về việc cắt giảm vũ trang hải quân, Stoddert được cho xuất biên chế vào ngày 20 tháng 5 năm 1930 và được chuyển đến Xưởng hải quân Mare Island để cải biến thành một tàu mục tiêu điều khiển bằng vô tuyến. Điều này phù hợp với quyết định của hải quân trang bị một đơn vị ba tàu khu trục như những mục tiêu điều khiển bằng vô tuyến hạng nhẹ nhằm mục đích tiến hành các cuộc thực hành hạm đội có sử dụng những mục tiêu cao tốc. Stoddert trở thành Mục tiêu Nhẹ số 1, được trang bị bước đầu; những thiết bị điều khiển vô tuyến thử nghiệm của nó mở đường cho những thiết bị mới hơn trên các tàu mục tiêu Boggs (DD-136) và Lamberton (DD-119), trở nên hoàn thiện trên chiếc tàu mục tiêu điều khiển vô tuyến nổi tiếng Utah (AG-16).
Stoddert nhập biên chế trở lại vào ngày 6 tháng 4 năm 1931; xếp lại lớp như một tàu phụ trợ với ký hiệu lườn AG-18 vào ngày 30 tháng 6 năm 1931, rồi trở thành DD-302 vào ngày 16 tháng 4 năm 1932. Sau các hoạt động thử nghiệm, nó trở thành một đơn vị thuộc Đội mục tiêu di động 1. Đặt căn cứ tại San Diego, nó là mục tiêu để huấn luyện máy bay ném bom bổ nhào, ném ngư lôi từ máy bay và tác xạ hải pháo hạm đội dọc theo bờ biển California. Nó trải qua hầu hết thời gian là tàu mục tiêu để huấn luyện ném bom bổ nhào và tấn công bằng ngư lôi cho máy bay từ tàu sân bay Saratoga (CV-3).
Stoddert được cho xuất biên chế tại San Diego vào ngày 10 tháng 1 năm 1933. Nhiều người trong số sĩ quan và thủy thủ của nó chuyển sang chiếc tàu mục tiêu di động Lamberton (AG-21). Tên nó được cho rút khỏi danh sách Đăng bạ Hải quân vào ngày 5 tháng 6 năm 1935; và lườn tàu được bán để tháo dỡ vào ngày 30 tháng 8 năm 1935.